# Derovatellus orientalis
Derovatellus orientalis är en skalbaggsart som beskrevs av Wehncke 1883. Derovatellus orientalis ingår i släktet Derovatellus och familjen dykare. Inga underarter finns listade i Catalogue of Life.